# Chrétiens démocrates unis

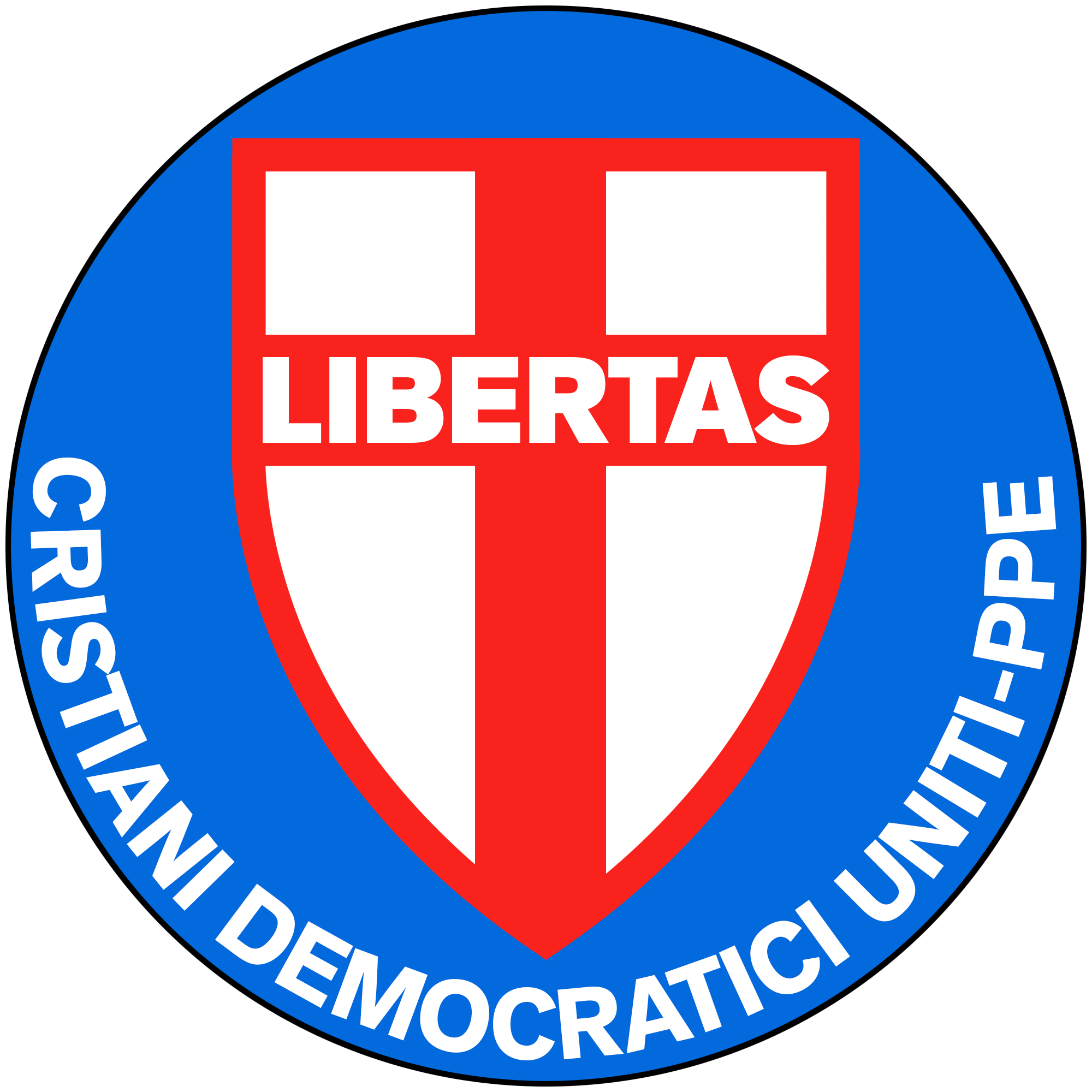
Logo des Chrétiens démocrates unis

Les Chrétiens démocrates unis (en italien: Cristiani Democratici Uniti - CDU) est un parti politique italien de centre droit ayant existé de 1995 à 2002.

## Historique
Il est créé le 23 juillet 1995 après une scission du Parti populaire italien, après que ce dernier a décidé d'entrer dans l'alliance de centre gauche, L'Olivier.
Son organe officiel est La Discussione.
Le parti s'allie au Centre chrétien-démocrate et forme, avec d'autres partis (Forza Italia, Alliance nationale…), la coalition de centre droit qui se présente aux élections sous le nom de Pôle pour les libertés, sous la conduite de Silvio Berlusconi.
Il fusionne, le 6 décembre 2002, avec le Centre chrétien-démocrate et Démocratie européenne, dans l'Union des démocrates chrétiens et du centre.